# ホウライエソ

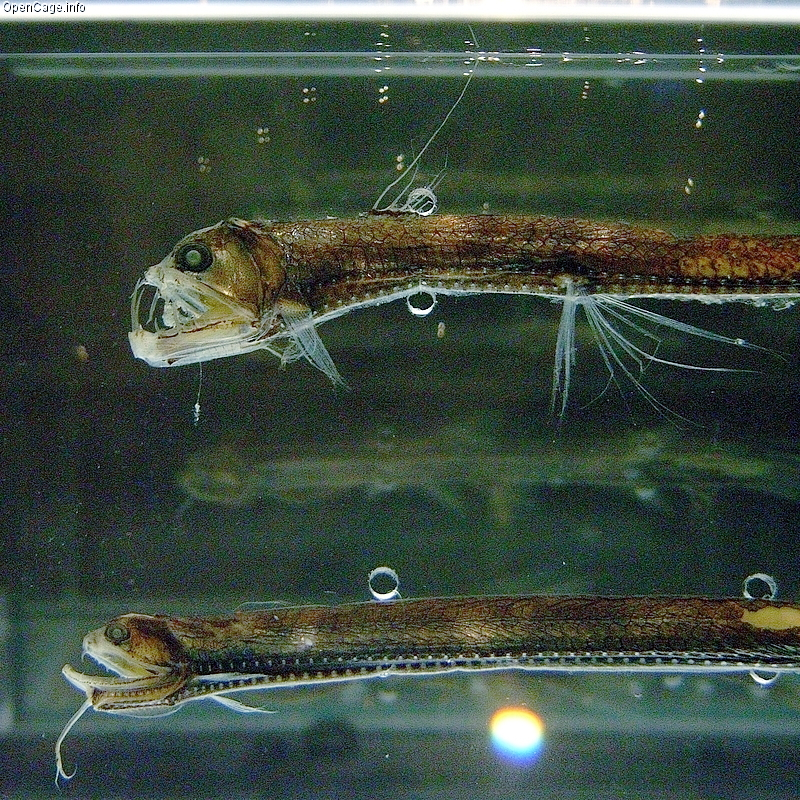
新江ノ島水族館での標本展示

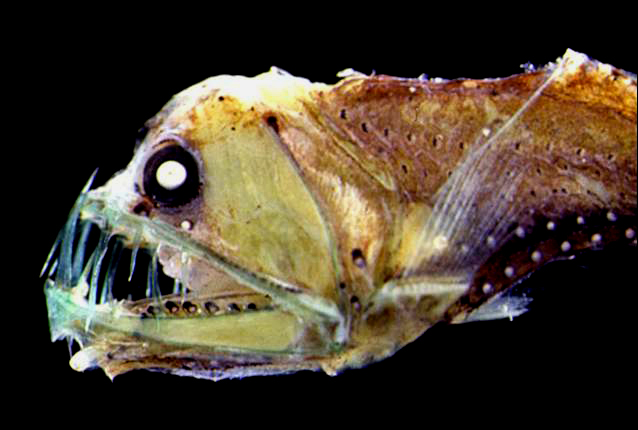
ホウライエソの頭部

ホウライエソ（蓬莱鱛、Chauliodus sloani）は、ワニトカゲギス目ホウライエソ科に属する1種。体長35センチメートル。長くのびた背びれで、小魚をおびき寄せる習性を持つ。水深 500–2,500 メートル程度の、温帯から熱帯海域に生息する。
エソ（ヒメ目エソ科）とは特に近縁でない。

## 形態
下腹部に発光器が並ぶ。背鰭の前縁が長く延びる。背中の後端にアブラ鰭を持つ。長い牙を具える。特殊な骨格を持ち、頭部を上方に跳ね上げ大きく口を開くことができる。
頭部は大きな牙状の歯が並ぶが、やや肥大化した頭部に比べ、後半部の体は痩身で細い。

## 生態
「深海のギャング」とも呼ばれ、その長い牙を用いて獲物の生物を捕らえて、上方に跳ね上がる顎の力で獲物を飲み込む。歯は餌の乏しい深海で確実に相手を逃がさないために鋭く、大きくなったと思われる。
似たような牙が発達した魚類として、キンメダイ目のオニキンメがいるが、オニキンメと同様に完全に口を閉じられなくなった程の種もいる。
深海の中層捕食者としての地位を持つが、自身も様々な魚類に捕食されており、ボウエンギョに捕食されていたケースも報告されている。
また、長大な牙が大きすぎるため、獲物を捕らえた際に、そのまま飲み込めずに餓死する事もあるという。

## 種類
日本近海には主に二種住む。
- ホウライエソ　Chauliodus sloani
- ヒガシホウライエソ　Chauliodus macouni

後者はホウライエソに似るが、眼の後に涙形の発光器があること、上顎3番目の歯が第4歯よりも大きいことによってホウライエソと区別できる。体長35cmに達する。